# Альтернативный инвестиционный рынок

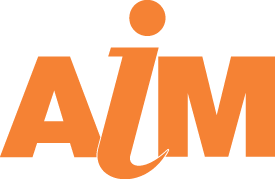
Логотип Секции альтернативных инвестиций Лондонской фондовой биржи

Альтернативный инвестиционный рынок (англ. Alternative Investments Market, AIM) — существует с 1995 года при Лондонской фондовой бирже (ЛФБ), чтобы обеспечить финансирование для новых, растущих компаний, и предоставить им преимущества при выпуске ценных бумаг и средства оборота акций в компании. AIM принадлежит к так называемым альтернативным торговым площадкам, созданным специально для облегчения доступа к финансированию для молодых, развивающихся компаний. В отдельных случаях инвесторы смотрят не столько на историю и финансовые показатели, сколько на перспективу и потенциал развития компании.
Изначально AIM создавалась для британских компаний, однако за последние несколько лет спектр привлекаемых участников существенно расширился. С 2005 года AIM превратился в один из центральных рынков Европы. Компании, которые обращаются к AIM, это в основном:
- Молодые растущие компании; компании, чьи акционеры нуждаются в услугах биржи, но предпочитают основному рынку Лондонской бирже упрощенную налоговую структуру AIM;
- Компании с большим числом акционеров;
- Компании, не имеющие возможности или решившие не выходить на основную биржу;
- Компании, не удовлетворяющие требованиям основного рынка Лондонской биржи (из-за малого числа акционеров или отсутствия трехлетнего финансового отчета).

## Преимущества площадки
Рынок AIM дает находящимся в листинге компаниям ряд других очевидных преимуществ. В частности, присутствие на этой площадке позволяет эмитенту повысить его капитализацию (по оценкам некоторых экспертов, на 60−70 %). Котировка на AIM дает представление о реальной рыночной стоимости компании. С выходом на рынок повышается статус фирмы и уровень доверия к ней, формируется правильный инвестиционный имидж. Допуск к торгам на AIM может стать первым шагом к официальному листингу на основной площадке Лондонской фондовой биржи, что предполагает привлечение компанией финансовых ресурсов в гораздо большем объёме. В отличие от основной площадки ЛФБ, для допуска на AIM к эмитенту не предъявляются требования относительно минимального размера капитализации. Специально не изучается история эмитента. AIM не требует, чтобы ранее акции эмитента находились в публичном обращении или участвовали в торгах.

## Требования к эмитенту
Минимальные формальные требования AIM: акции не должны иметь ограничений на свободное обращение и должны иметь возможность быть предложенными неопределенному кругу лиц. Еще одним условием является отчетность по US GAAP, UK GAAP или международным стандартам бухгалтерской отчетности. Кроме того, эмитент должен продемонстрировать достаточность оборотного капитала как минимум в течение 12 месяцев после допуска к торгам. Допуск к торгам на AIM невозможен без назначения эмитентом номада (nominal advisor), определяющего возможность допуска акций к торгам, и брокера. Согласно правилам Рынка альтернативных инвестиций, ни уполномоченный орган на рынке ценных бумаг, ни биржа представленные документы не проверяют, полностью полагаясь на оценку номада. При наличии положительной оценки номада биржа принимает решение о допуске к торгам, а эмитент совместно с номадом начинает подготовку документов, необходимых для допуска и размещения на AIM. За десять рабочих дней до предполагаемой даты допуска эмитент предоставляет на биржу предварительное заявление (pre-application announcement). В нем следует указать основные данные о компании: название и местонахождение эмитента, род деятельности, данные о ценных бумагах, руководстве, основных акционерах, наименование и местонахождение номада и брокера. Далее за три рабочих дня до предполагаемой даты допуска эмитент предоставляет на биржу заявление на допуск (application document), которое включает в себя формальную заявку (formal application), декларацию номада, подтверждение оплаты регистрационного взноса и шесть копий заявки на допуск (admission document). Последняя представляет собой объемный документ с детальным раскрытием данных об эмитенте.
Допуска к торгам на AIM в среднем приходится ждать три месяца. На этот срок обычно влияют такие факторы как род деятельности и капитализация эмитента, точность и своевременность предоставления информации для заявки на допуск и длительность юридической экспертизы эмитента.
Затраты эмитента на допуск к AIM включают сбор за допуск к торгам — 4 тыс. фунтов стерлингов, а также расходы на консультантов — 300−400 тыс. фунтов стерлингов. При этом затраты на услуги номада как ключевого консультанта при IPO составляют наиболее значительную часть расходов консультантов. Комиссия брокера составляет 3−6 % от привлеченных средств. Таким образом, при размещении на сумму 10 млн фунтов стерлингов расходы составляют около 8,5 %.
Также одним из условий выхода на AIM — наличие подтвержденной аудитором финансовой отчетности по международным стандартам за три последних года. Практика свидетельствует, что компании, котирующиеся на ЛФБ, готовы предоставить инвесторам отчетность через 10-25 дней после окончания отчетного периода, а котирующиеся на AIM отчитываются каждые полгода — не позднее трех месяцев после соответствующего периода. Кроме того, вышеназванные компании должны владеть методами сопоставления прогноза с фактом: их прогнозы в отношении денежных потоков не должны существенно отличаться от реальных цифр.